# Jordi Grimau
Jordi Grimau Gragera (Barcellona, 17 giugno 1983) è un dirigente sportivo ed ex cestista spagnolo, di ruolo guardia.
È il fratello di Sergi e Roger Grimau, a loro volta cestisti.

## Palmarès
- Liga catalana: 1

Barcellona: 2001
- Copa del Rey: 1

Saski Baskonia: 2006